# Pilar de Baviera y Borbón
Pilar de Baviera y Borbón (Múnich, 13 de marzo de 1891-ibidem, 29 de enero de 1987) fue una princesa y pintora alemana.

## Biografía
Pilar era la tercera descendiente y única hija del príncipe Luis Fernando de Baviera y de la infanta María de la Paz de Borbón, y nieta por vía paterna del príncipe Adalberto de Baviera y la también infanta española Amalia de Borbón, y de la reina Isabel II de España y del rey consorte Francisco de Asís de Borbón por parte materna. Llevaba el nombre de su difunta tía materna, la infanta María del Pilar de Borbón y Borbón, que murió con apenas 18 años. 
Estudió historia del arte, pintura y gráfica. Recibió su formación como pintora de manos de Hans von Bartels, Willi Geiger, Moritz Heymann y Viktoria Zimmermann. Fue moldeada por Claude Monet, Camille Pissarro y el impresionismo francés. Perteneció a la Asociación de Artistas y la Unión de Pintores del Viejo Múnich. Sus cuadros se pueden ver en la Galería del Estado Bávaro, en Múnich, en la Lenbach Haus, en la Galería Municipal y en muchas colecciones privadas. Además fue miembro de la Cruz Roja alemana durante 40 años y fue autora de un libro sobre la vida de su primo, el rey Alfonso XIII de España. Según el testimonio de la propia princesa el gran amor de su vida habría sido su primo hermano Alfonso XIII y por este motivo nunca habría contraído matrimonio.
Pilar no se casó nunca. Fue una gran deportista e incansable viajera (a Italia, España y el norte de África). Murió en Nymphenburg en 1987, el mismo lugar en el que había nacido casi 96 años antes. Su cuerpo sería trasladado a la Abadía de Andechs.

## Obras
Fue autora de diversas obras literarias, desde la biografía de su primo Alfonso XIII  hasta dos libros de viajes:
- Meine zweite Autoreise nach Spanien [Mi segundo viaje por carretera a España] (en alemán). Munchen: Lindauer. 1914.
- Zehn Tage im Auto durch den Norden von Spanien [Diez días en coche por el norte de España] (en alemán). Berlin: Klassing. 1914.
- Don Alfonso XIII: a study of monarchy. London: John Murray. 1931.[5]

## Títulos y órdenes

### Títulos
| ● ?-?: | Su alteza real la princesa Pilar de Baviera (o) la princesa real de Baviera |

### Órdenes
- Dama de honor de la Orden de Teresa.[7] ( Reino de Baviera)
- Dama de la Orden de Santa Isabel.[7] (Reino de Baviera)
- 2 de abril de 1891:  Dama de la Orden de las Damas Nobles de la Reina María Luisa.[8] (Reino de España)